# 春日出中
春日出中（かすがでなか）は、大阪府大阪市此花区にある町名。現行行政地名は春日出中一丁目から春日出中三丁目。

## 地理
此花区の東部に位置し、東に梅香、西に島屋、南に春日出南、北に春日出北と接している。

## 歴史
この一帯は江戸時代に雑賀屋七兵衛によって開発され、春日出新田と呼ばれた地域である。「春日出」の地名は、雑賀屋七兵衛が春日大神を信仰していたことに因むものである。現行行政地名の「春日出中」は、1975年（昭和50年）の住居表示実施とともに設置された（大阪市の地名参照）。

### 春日出新田
この一帯は、古くは四貫島浦と呼ばれる葦原であったが、江戸時代の元禄11年（1698年）、大坂の雑賀屋七兵衛によって、5年がかりで開拓された。元禄15年（1702年）に春日出新田と名づけられた。
伝承によれば、新田開発当初に1頭の鹿が躍り出て人々に殺される出来事があり、これを嘆いた七兵衛がその亡骸を手厚く葬り、春日明神を祀った。春日大神の使いとされる鹿が出たことから「春日出」と称したという。なお、この春日神社は明治時代に朝日神明社に合祀され、朝日神明社は変遷を経て当地（一丁目）に鎮座する。
春日出新田は何度かの拡張が行われたが、「桜堤」を築いて浸水を防いだ。桜堤はその後耕作地になったが、清海安五郎によって津波などに備えて再度築堤された。明治19年に建立された「桜堤」の記念碑が三丁目にある。

## 世帯数と人口
2019年（平成31年）3月31日現在の世帯数と人口は以下の通りである。
| 丁目           | 世帯数    | 人口    |
| -------------- | --------- | ------- |
| 春日出中一丁目 | 1,030世帯 | 1,929人 |
| 春日出中二丁目 | 811世帯   | 1,585人 |
| 春日出中三丁目 | 11世帯    | 14人    |
| 計             | 1,852世帯 | 3,528人 |

### 人口の変遷
国勢調査による人口の推移。
| 1995年（平成7年）  | 5,027人 | [ 8 ]  |  |
| 2000年（平成12年） | 4,634人 | [ 9 ]  |  |
| 2005年（平成17年） | 4,291人 | [ 10 ] |  |
| 2010年（平成22年） | 3,904人 | [ 11 ] |  |
| 2015年（平成27年） | 3,443人 | [ 12 ] |  |

### 世帯数の変遷
国勢調査による世帯数の推移。
| 1995年（平成7年）  | 1,976世帯 | [ 8 ]  |  |
| 2000年（平成12年） | 1,857世帯 | [ 9 ]  |  |
| 2005年（平成17年） | 1,832世帯 | [ 10 ] |  |
| 2010年（平成22年） | 1,708世帯 | [ 11 ] |  |
| 2015年（平成27年） | 1,564世帯 | [ 12 ] |  |

## 事業所
2016年（平成28年）現在の経済センサス調査による事業所数と従業員数は以下の通りである。
| 丁目           | 事業所数  | 従業員数 |
| -------------- | --------- | -------- |
| 春日出中一丁目 | 64事業所  | 575人    |
| 春日出中二丁目 | 82事業所  | 489人    |
| 春日出中三丁目 | 30事業所  | 2,163人  |
| 計             | 176事業所 | 3,227人  |

## 交通
- 国道43号
- 北港通

## 施設
- 大阪市立春日出小学校（一丁目）
- 此花春日出郵便局（一丁目）
- 北おおさか信用金庫 此花支店
- 春日出中公園（一丁目）
- 住友化学 大阪工場（三丁目）
- 住友ファーマ 大阪研究所
- 朝日神明社（一丁目）
- 信光寺（一丁目）

## その他

### 日本郵便
- 〒554-0022[3]（集配局：此花郵便局[14]）